# Агнес фон Андекс-Мерания
Агнес фон Андекс-Мерания (на немски: Agnes von Andechs-Meranien; * ок. 1215; † 7 януари 1263, погребана в Зитих) от Андекската династия, е принцеса от Мерания, наследничка на Марка Крайна, и чрез женитби херцогиня на Австрия и Щирия (1230 – 1243) и Каринтия (1256 – 1263).

## Произход
Дъщеря и наследница е на херцог Ото I от Мерания († 1234) и първата му съпруга пфалцграфиня Беатрис II Бургундска († 1231), втората дъщеря на пфалцграф Ото I († 1200) и Маргарета от Блоа († 1230). Тя е правнучка на император Фридрих Барбароса.
Баща ѝ се жени втори път за София фон Анхалт († 1274), дъщеря на княз Хайнрих I фон Анхалт.

## Фамилия
Първи брак: през 1229 г. за херцог Фридрих II Бабенберг от Австрия († 1246), който точно изгонил бездетната си първа съпруга принцеса София Ласкарина. Той е син на херцог Леополд VI Бабенберг и византийската принцеса Теодора Ангелина. Тя е втората му съпруга. Те се развеждат през 1240/1243 г. и нямат деца.
Втори брак: през 1248 г. за Улрих III фон Спанхайм († 1269), херцог на Каринтия, големият син на херцог Бернхард фон Спанхайм († 1256) и Юдита Пршемисловна († 1230). Улрих III получава през 1248 г. нейното наследство в Марка Крайна. Те имат син, който умира млад. Те имат две деца:
- Хайнрих († сл. 1269)
- Агнес

Нейният съпруг Улрих III се жени втори път 1263 г. за Агнес фон Баден-Австрия (1249 – 1295). През 1269 г. бездетният Улрих III е наследен от Отокар II Пршемисъл.